# 윈난스린

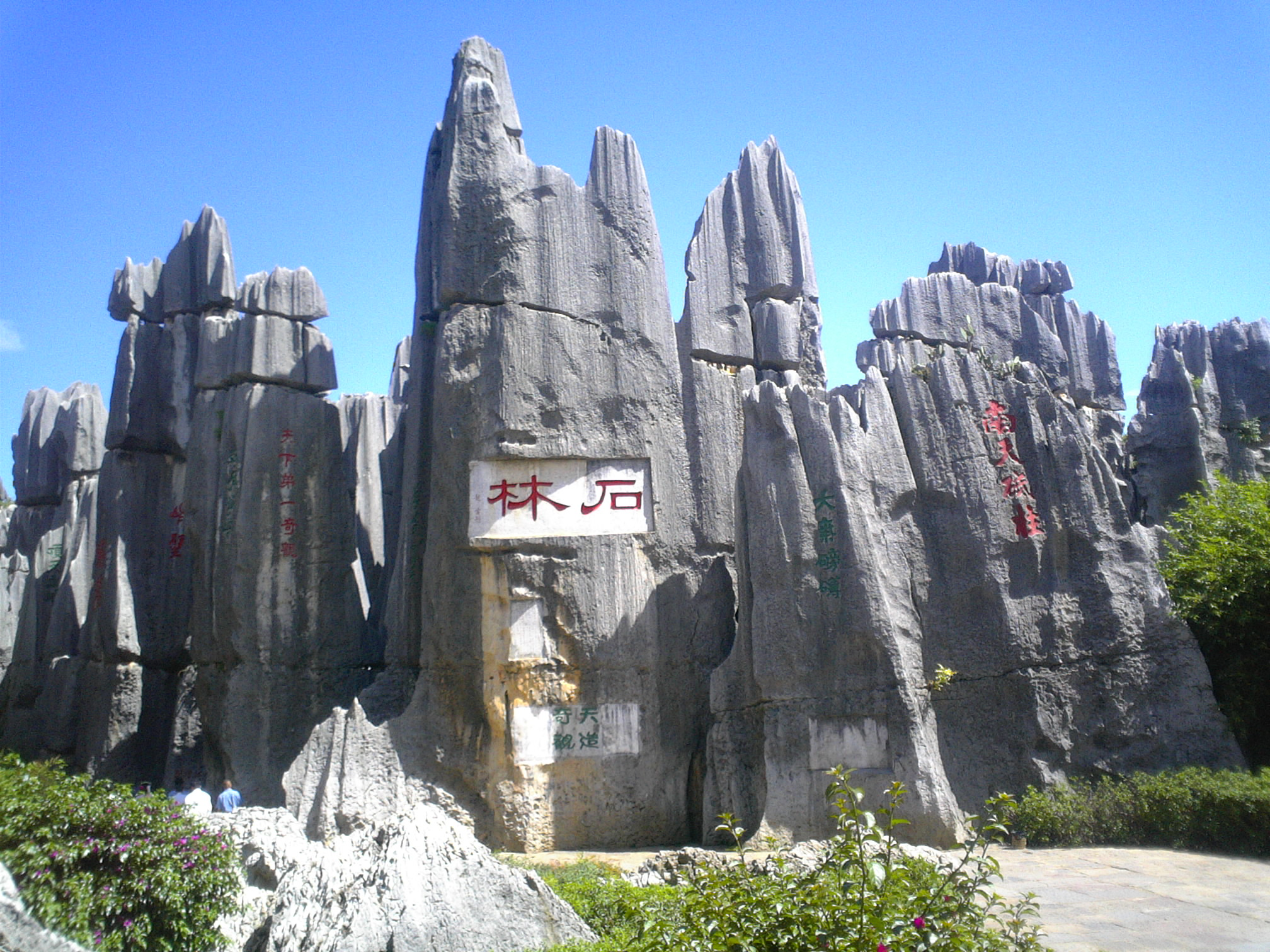
입구

윈난스린(雲南石林)은 중국 윈난성 쿤밍 시 스린 이족 자치현에 있는 돌기둥으로 이루어진 숲이다.

## 같이 보기
- 중국 남방 카르스트
- 친지 데 베마라하 자연보호구역
- 싱원현